# Bruno Pezzey
Bruno Pezzey, född den 3 februari 1955, död den 31 december 1994, var en österrikisk fotbollsspelare.

## Karriär
Pezzey är en av Österrikes största spelare genom tiderna. Han var försvarare (libero) i Eintracht Frankfurt när laget vann Uefacupen 1980. Pezzey anses som en av de bästa "importerna" i Bundesliga genom tiderna. Efter tiden i Frankfurt spelade Pezey för Werder Bremen och hamnade på andraplats i Bundesliga två gånger. Pezzey var med i två VM för Österrike, i Argentina 1978 och Spanien 1982.
Efter den aktiva karriären var Pezzey tränare. Pezzey dog på grund av ett hjärtfel 1994. Han var då på en ishockeymatch när han plötsligt bröt ihop och avled. Till minne av Pezzey delar man i Österrike årligen ut priset Bruno till årets spelare.

## Meriter
- 84 A-landskamper för Österrikes fotbollslandslag
- VM i fotboll: 1978, 1982
- Uefacupen-mästare: 1980
- Tysk cupmästare: 1981
- Österrikisk mästare: 1975, 1977, 1989, 1990